# Vinier
Vinier est l'ancienne appellation des vignerons et des négociants de vin dans la région de Liège en Belgique. À Waremme, par exemple, il est utilisé au moins de 1698 à 1737, le terme vigneron apparaissant épisodiquement en 1723 et 1737. Et contrairement à ce que l'on pourrait penser au vu de la tradition brassicole belge, les viniers y étaient plus nombreux que les brasseurs. 
Dans le tiers état à la principauté de Liège, les viniers formaient avec les halliers et les banquiers, les trois métiers nobles (les grands), jouissant de droits et privilèges bien supérieurs aux membres de tous les autres métiers artisanaux (les petits).

## Autre
Au Québec, un vinier est une caisse-outre de vin contenant généralement entre 3 et 4 litres.